# Avenida Alfredo Mendiola
La Avenida Alfredo Mendiola es una avenida de la ciudad de Lima, capital del Perú. Se extiende de sur a norte en los distritos de Lima Norte como San Martín de Porres, Independencia, Los Olivos y Comas. Su nombre es en homenaje al ingeniero civil peruano Alfredo Mendiola.

## Historia

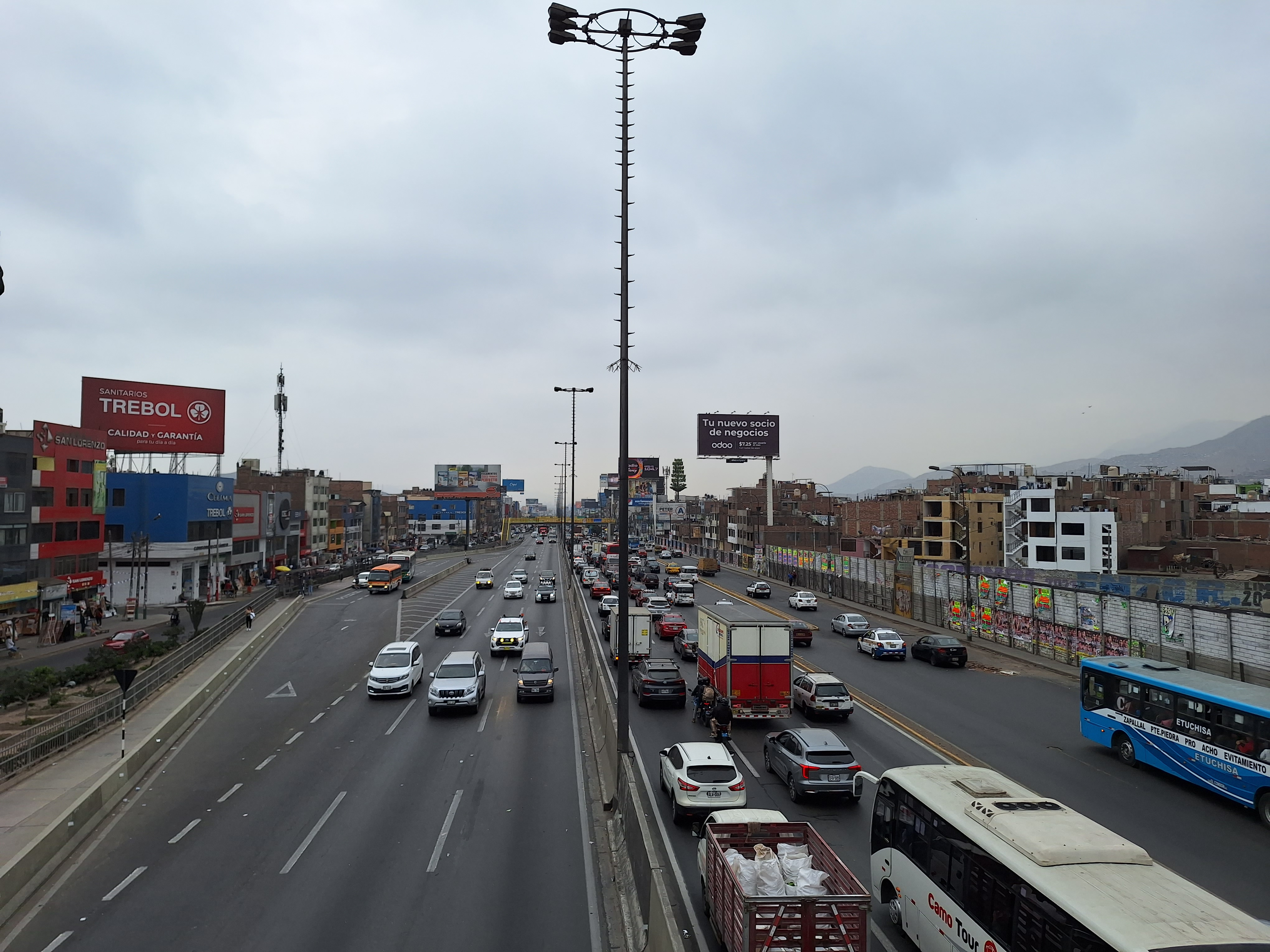
La avenida atravesando la Urb. Palao, en el distrito de San Martín de Porres.

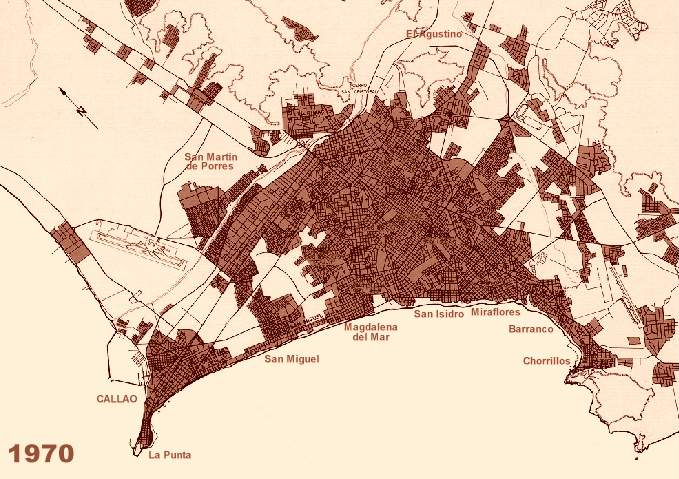
La avenida Alfredo Mendiola en los planos de Lima.

Su origen se basa en el trazado auxiliar de un tramo de la carretera Panamericana Norte, junto con la avenida Zarumilla.Durante la década de 1930, con Alfredo Mendiola como jefe del Ministerio de Fomento y Obras Públicas del Perú, su proyección se aceleró. Esta nueva ruta reemplazo a la antigua Panamericana Norte y sus vías auxiliares.

## Recorrido
Inicia en la intersección del jirón Isidro Alcíbar con la autopista Panamericana Norte, en este tramo destacan lugares como el Palacio Municipal de San Martín de Porres. Al intersecar la avenida Eduardo de Habich, se observa el intercambio vial y una sede del RENIEC. Al cruzar la avenida Fray Bartolomé de las Casas, se halla la sede norte de la Asociación Cultural Peruano Británica. Al atravesar  la avenida Tomás Valle, se encuentran hitos como los centros comerciales Plaza Norte y Plaza Center San Martín de Porres. Al cruzar la avenida el Pacífico, se puede observar la sede central del SENATI y el centro comercial MegaPlaza, que es una zona en disputa entre San Martín de Porres e Independencia.
Al cruzar la avenida Izaguirre, se hallan los supermercados Metro y Plaza Vea. Al atravesar la avenida Naranjal, se ubica la Universidad Continental. Al intersecar la avenida Universitaria, en el distrito de Los Olivos, se encuentran hitos urbanos como la Universidad César Vallejo y la Universidad Privada del Norte.  Al cruzar la avenida San Bernardo, destaca la Universidad Tecnológica del Perú. Al cruzar las avenidas 2 de octubre y 25 de enero, se destacan la Universidad Científica del Sur, en Los Olivos, y el ingreso al Pueblo de Infantas, que es una zona en controversia entre San Martín de Porres y Comas. Al cruzar la avenida los Próceres de Huandoy, se ubican lugares como el Mercado Unicachi Pro Industrial y el centro comercial Real Plaza Pro. Finalmente, cruza la autopista Trapiche Chillón y pasa por una zona industrial hasta finalizar a orillas del río Chillón.